# Екзотерика
Екзотерика — релігійне або філософське вчення, що є відкритим і не є таємним. Протилежно езотериці (езотеризму) — таємному вченню. Екзотеричне вчення не має глибокого підтексту і зрозуміле всім (загальнодоступне).
Протиставлення екзотеричного (ексотеричного) і езотеричного виникло в давньогрецькій філософії. Зокрема, стародавні дослідники ділили твори Аристотеля на езотеричні і екзотеричні (до них відносилися його діалоги).
У новоєвропейській філософії також використовувався такий поділ. Британський філософ Толанд висунув тезу про необхідність двох філософій: екзотеричної (відкритої, публічної) та езотеричної (таємної, для посвячених). Під екзотеричною філософією Толанд мав на увазі релігію, а під езотеричною — матеріалізм. Терміном «екзотеричний» користувався і Георг В. Ф. Гегель.
Особливо активно терміни «екзотерика», «екзотеризм», «екзотеричний» використовуються в езотеричних і окультних вченнях. Зокрема, їх використовували Анні Безант, Аліса Бейлі, Діон Форчун, Олена Блаватська.